# Віктор (Бедь)
Віктор (світське ім'я Бедь Ві́ктор Васи́льович, нар. 5 травня 1964, Тячів) — архієрей Православної Церкви України (до цього УПЦ (МП), УАПЦ), український політичний, державний, громадський та релігійний діяч. Керуючий Мукачівсько-Карпатською єпархією ПЦУ. Народний депутат України 1-го скликання (1990—1994), співзасновник та член антикомуністичної фракції «Народна Рада» у Верховній Раді України (1990—1994) та секретар опозиційної Радикальної групи у Верховній Раді України (очолюваної В'ячеславом Чорноволом, 1991—1994).
Доктор богословських наук, доктор юридичних наук, професор, академік. Державний службовець першого рангу. Член Національної спілки журналістів, Асоціації адвокатів України, Асоціації правників України.

## Біографія
Народився 5 травня 1964 року у Тячеві Закарпатської області в сім'ї інженерів Василя Івановича і Катерини Кирилівни.
Дитячі роки єпископа Віктора пройшли на Закарпатті, в робітничому селищі Тересва Тячівського району. Тут закінчив середню школу і дістав перший трудовий досвід, працюючи протягом 1981—1982 рр. столяром Тересвянського деревообробного комбінату тресту «Закарпатліс».
З 1982 по 1983 р. навчався на відділенні правознавства Київського технікуму готельного господарства, а з 1983 р. став студентом юридичного факультету Львівського державного університету імені Івана Франка, який закінчив із відзнакою у 1988 р.
Після закінчення університету Віктор Васильович до 1994 р. працював у Закарпатській обласній колегії адвокатів на посадах стажиста адвоката (1988 р.), а відтак, з 1989 р. — адвокатом Тячівської, а згодом Ужгородської районних юридичних консультацій.
Одночасно у 1992 році Віктор Бедь засновує адвокатське бюро (об'єднання) «Срібна Земля» (м. Ужгород), президентом якого є і сьогодні.
У жовтні 1992 р. також започатковує видання тижневої газети «Срібна Земля» — однієї з перших націонал-демократичних газет на Закарпатті. Впродовж сімнадцяти років Віктор Васильович є незмінним шеф-редактором тижневика, під його керівництвом зросла ціла плеяда молодих журналістів та головних редакторів ЗМІ.
Не полишаючи праці, В. Бедь продовжує вчитися і здобуває ще кілька вищих освіт за освітньо-кваліфікаційними рівнями: магістра фінансів (2002 р.), магістра психології (2002 р.), магістра богослов'я (вища духовна освіта, — 2005 р.) та магістра богослов'я, викладача вищого навчального закладу (2010 р.)
Наприкінці 80-х — початку 90-х років минулого століття брав активну участь у національно-патріотичних змаганнях за здобуття державної незалежності України. Був одним із співзасновників та лідерів Народного Руху України за перебудову на Закарпатті. З 1989 по 1991 р. обирався головою Тячівської районної організації, а з січня 1991 по травень 1992 р. — головою Закарпатської крайової організації НРУ, та з 1990 по 1992 р. — членом Центрального Проводу та Великої Ради Руху. Після реорганізації НРУ на IV з'їзді в політичну партію, в грудні 1992 року, добровільно припинив членство в організації, оскільки сповідував християнсько-демократичні цінності.
У 1992 році виступив співзасновником та очолив Християнсько-народну спілку Закарпаття, головою якої є і сьогодні.
На березневих виборах 1990 р. обраний народним депутатом України від Тячівського мажоритарного виборчого округу № 176 Закарпатської області. У Верховній Раді України Віктор Васильович був одним із співзасновників і членом антикомуністичної опозиції «Народна Рада» та відповідальним секретарем її радикальної фракції під головуванням В'ячеслава Максимовича Чорновола, входив до складу Комітету Верховної Ради України з питань діяльності правоохоронних органів і правопорядку, а згодом — Комітету з питань державної безпеки і оборони.
У 1991—1992 рр. був членом спільної Комісії Комітету з питань державної безпеки і оборони Верховної Ради України та Президії Верховної Ради України з питань реорганізації органів Комітету державної безпеки у Службу безпеки України.
Протягом 1990—1992 рр. обирався секретарем Тимчасової Слідчої Комісії Верховної Ради України з розслідування причини аварії на Чорнобильській АЕС та з 1990 по 1994 р. — членом Конституційної Комісії України та її робочої групи.
Восени 1990 року на знак солідарності та недопущення застосування силових методів щодо протестуючих студентів народний депутат України Віктор Бедь взяв безпосередню участь у політичній акції-протесті студентського голодування в місті Києві, оголосивши голодування.
В. В. Бедь є співавтором низки законопроєктів, зокрема Акту про проголошення державної незалежності України, Декларації про державний суверенітет України, Про міліцію, Про Збройні Сили, Про прикордонні війська, Про судоустрій, Про адвокатуру, Про службу безпеки України, Про прокуратуру, Про свободу совісті та релігійні організації тощо.
У 1990—1994 рр. обирався депутатом Тячівської міської ради, в 1994—1998 рр. — депутатом Ужгородської міської ради, а з 2003 по 2006 рр. — членом виконавчого комітету Ужгородської міської ради Закарпатської області.
Віктор Бедь понад п'ятнадцять років вів активну громадську діяльність на ниві адвокатури: в 1993—1994 рр. обирався віце-президентом Спілки адвокатів України, а з 2003 по 2006 р. — головою Закарпатського відділення Спілки адвокатів України (членство в якій припинив за власним бажанням у 2006 році).
Протягом 2003—2006 рр. Віктор Васильович очолював також Закарпатську обласну кваліфікаційно-дисциплінарну комісію адвокатури та був членом Вищої кваліфікаційної комісії адвокатури при Кабінеті Міністрів України.
У 2005 році обирався головуючим на III з'їзді адвокатів України, що проходив у Києві у два етапи за участю понад 600 делегатів та ухвалив важливі рішення з питань розвитку і утвердження адвокатського самоврядування.
Віктор Бедь є одним із співзасновників Асоціації адвокатів України, створеної у 2006 р. До 2008 р. він обіймав посади президента, в подальшому віце-президента, а нині є членом Наглядової ради ААУ.
Упродовж 2002—2009 років Віктор Васильович незмінно очолював Закарпатський обласний осередок Наукового товариства імені Тараса Шевченка. Наразі обраний його Почесним головою.
Починаючи з 1991 р., він проходить шлях від старшого викладача Ужгородського державного університету (нині національного), доцента, завідувача кафедрою Ужгородського інституту інформатики, економіки і права (нині Закарпатського державного університету), професора, директора Закарпатського інституту МАУП.
Займаючись науковою та науково-педагогічною діяльністю, Віктор Бедь здобув ряд наукових ступенів та вчених звань. Зокрема:
- В 1998 році захистив дисертацію та здобув науковий ступінь доктора філософії (в галузі права) (Спеціалізована вчена рада Міжнародного відкритого університету, США та Міжнародної академії управління персоналом, Україна).
- В 1999 році захистив дисертацію та здобув науковий ступінь кандидата юридичних наук, спеціальність — юридична психологія (Спеціалізована вчена рада Національної академії внутрішніх справ України та рішення президії Вищої атестаційної комісії України).
- У 2010 році захистив дисертацію та здобув науковий ступінь доктора богословських наук[3] (Спеціалізована вчена рада Ужгородської української богословської академії імені святих Кирила і Мефодія Української Православної Церкви).
- У 2011 році захистив дисертацію та здобув науковий ступінь доктора юридичних наук (Спеціалізована вчена рада Інституту законодавства Верховної Ради України та рішення президії Вищої атестаційної комісії України).
- В 1999 році здобув вчене звання професора права (Міжнародна кадрова академія та Міжрегіональна академія управління персоналом).
- У 2000 році обраний членом-кореспондентом Міжнародної кадрової академії.
- У 2003 році здобув вчене звання доцента права (Міністерство освіти і науки України).
- У 2003 році здобув вчене звання професора державного та канонічного права (Ужгородська українська богословська академія імені святих Кирила і Мефодія Української Православної Церкви).
- У 2009 році обраний дійсним членом (академіком) Академії природничих наук, Німеччина.
- У 2009 році обраний почесним академіком Міжнародної академії козацтва.
- У 2012 році обраний дійсним членом (академіком) Міжнародної академії богословських наук.
- У 2018 році здобув вчене звання професора Вищої школи соціально-економічної у Пшеворську (Польща).

Як науковець архімандрит Віктор (Бедь) опублікував понад 250 наукових праць, видав три навчальні посібники (зокрема під грифом Міністерства освіти і науки України), одну монографію та десятки навчально-методичних матеріалів у галузі богослов'я, теорії держави і права, історії держави і права України, конституційного, кримінального та адміністративного права, канонічного права, кримінології, юридичної психології та фінансів.
Під його керівництвом успішно підготовлено чотирьох докторів права, сім докторів богослов'я та двох кандидатів богослов'я.
4 червня 2009 року професор, архімандрит Віктор (Бедь) обраний дійсним членом (академіком) Європейської академії природничих наук (Німеччина).
20 жовтня 2008 року наказом по МОН України за № 941 професор, архімандрит Віктор (Бедь) з благословення Блаженнійшого Митрополита Володимира (Сабодана) введений від Української Православної Церкви до складу новоствореної громадської ради з питань співпраці з Церквами та релігійними організаціями при Міністерстві освіти і науки України.
За громадську, професійну, науково-педагогічну та духовно-просвітницьку діяльність нагороджений рядом медалей та орденів Української Православної Церкви Московського патріархату, Російської Православної Церкви та Православної Церкви Еллади, відзнаками, почесними грамотами і подяками Міністерства освіти і науки, молоді та спорту України, Спілки адвокатів України, Асоціації адвокатів України, Вищої кваліфікаційної комісії адвокатури України при Кабінеті Міністрів України, Асоціації вищих навчальних закладів України недержавної форми власності, Міжнародної кадрової академії, Закарпатської обласної ради та Закарпатської обласної державної адміністрації.

### Церковна діяльність
З благословіння митрополита Київського і всієї України Володимира (Сабодана) 24 жовтня 2004 року єпископом Мукачівським і Ужгородським Агапітом (Бевциком) висвячений у сан диякона, а 8 жовтня 2006 року — в сан священика (ієрея) з подальшим піднесенням 24 травня 2007 року в сан протоієрея.
20 березня 2010 року, з благословення митрополита Володимира (Сабодана) в Храмі монастиря святої Феодори міста Салоніки (Греція), протоієрей Віктор Бедь прийняв чернечий постриг, який здійснив Анфім, митрополит Солунський Православної Церкви Еллади, з нареченням в ім'я — ієромонах Віктор з подальшим піднесенням, під час вечірні, в сан архімандрита.
Розпорядженням митрополита Володимира від 10 червня 2011 року за № 687 архімандрит Віктор (Бедь) призначений Уповноваженим Української православної церкви з питань вищої освіти і науки. У цьому ж році включений до складу робочої групи Міністерства освіти і науки, молоді та спорту України з підготовки питання щодо визнання на державному рівні дипломів про вищу духовну освіту, наукові ступені та атестатів про вчені звання, що видаються вищими духовними навчальними закладами, як одного із ініціаторів її створення.
Після смерті митрополита Володимира (Сабодана) з політичних причин та за відкриту позицію щодо необхідності надання автокефалії Українській Церкві, рішенням Священного Синоду УПЦ (МП) під головуванням Митрополита Онуфрія (Березовського) від 23 грудня 2014 року (журнал № 94) архімандрит Віктор (Бедь) був заборонений у священнослужінні з формулюванням: «у зв'язку з невиконанням рішення Священного Синоду Української Православної Церкви від 19 червня 2014 року (журнал № 25), введенням в оману священноначалля, а також за самоправство, розповсюдження завідомо неправдивої інформації та порушення присяги священнослужителя (на підставі 15-го, 39-го правил святих апостолів, 10 правила IV Вселенського Собору, 17-го правила Трульського Собору та 5-го правила Антіохійського Собору))».
За повідомленням прес-служби УУБА-КаУ рішення Синоду УПЦ МП щодо архімандрита Віктора (Бедя) від 23 грудня 2014 року (журнал № 94) «не відповідають канонічним нормам Вселенської Церкви Христової, дійсним обставинам справи та однозначно є політично заангажованими», оскільки з жовтня 2013 року архімандрит Віктор (Бедь) офіційно перейшов у клір Лангадської митрополії Елладської Православної Церкви (Греція) і в юрисдикції УПЦ МП в 2014 році не перебував.
12 січня 2015 року, на виконання доручення Архієпископа Афінського і всієї Еллади Ієроніма, митрополит Лангадаський, Літійський і Рендінський Іоан (Тасьяс) Православної церкви Еллади надіслав Московській патріархії офіційного листа-відповідь, в якому підтвердив факт канонічного переходу архімандрита Віктора до кліру ввіреної йому митрополії.
Після виходу за штат Лангадської митрополії Православної церкви Еллади, 3 червня 2015 року архімандрит Віктор (Бедь) був прийнятий у клір Української автокефальної православної церкви та призначений адміністратором Карпатської єпархії.

## Єпископське служіння
14 серпня 2015 року архімандрит Віктор (Бедь) у кафедральному храмі апостола Андрія Первозваного в м. Києві був висвячений на єпископа Мукачівського і Карпатського та призначений керуючим Карпатською єпархією УАПЦ.
6 грудня 2016 року Архієрейський Собор УАПЦ ухвалив рішення звільнити з посади керуючого Тернопільською єпархією УАПЦ та вивести поза штат Церкви архієпископа Мстислава (Гук). Новим єпархіальним правлячим архієреєм Тернопільської єпархії УАПЦ призначено Преосвященнішого Віктора (Бедь), єпископа Мукачівського і Карпатського, керуючого Карпатською єпархією УАПЦ. За деякими джерелами, з боку предстоятеля УАПЦ Макарія (Малетича) було гарантовано подальше право призначення владикою Віктором (Бедь) свого вікарного єпископа на Тернопільську кафедру; таким кандидатом вважався ігумен Ілля (Михайлов Ілля Олександрович), який у 2016-2017 роках був в. о. настоятеля Тернопільського чоловічого монастиря Різдва Христового. Але ця домолвленість була порушена, тому що вже 4 травня 2017 року відбулось чергове засідання Архієрейського Собору УАПЦ на якому ухвалено рішення поновити і призначити керуючим Хмельницькою єпархією УАПЦ владику Мстислава (Гук) з титулом Архієпископ Хмельницький і Кам’янець-Подільський. Також Собор постановив звільнити від виконання обов’язків керуючого Тернопільською єпархією УАПЦ Преосвященнішого Віктора (Бедь), єпископаМукачівського і Карпатського, керуючого Карпатською єпархією УАПЦ. Неофіційною причиною звільнення владики Віктора (Бедь) послужило його небажання покривати архієпископа Мстислава (Гук) та митрополита Макарія (Малетич) в справі продажу пам`ятки архітектури 17-19 ст. комплексу «Червоногородський замок», про яку на той час владиці Віктору (Бедь) було добре відомо. В зв’язку з постановою вирішено призначити Блаженнішого Митрополита Макарія (Малетича) керуючим Тернопільською єпархією, із збереженням за ним керівництва Львівською, Київською та Рівенсько-Волинською єпархіями УАПЦ. 
17 квітні 2018 року єпископ Віктор (Бедь) в числі всіх архієреїв УАПЦ підписав звернення до Вселенського Патріарха Варфоломія з проханням визнати та надати автокефалію Українській Церкві.
11 жовтня 2018 року рішенням Священного Синоду Константинопольської Православної Церкви єпископ Віктор (Бедь), в числі інших архієреїв та духовенства УАПЦ, визнаний в сущому духовному сані та включений до складу (лона) Вселенського патріархату.
1 грудня 2018 року Варфоломій І (Архонтоніс), Архієпископ Константинополя, Вселенський Патріарх надіслав листа (протокол № 1098) Віктору (Бедю), єпископу Мукачівському і Карпатському, в якому запросив владику Віктора до участі в об'єднавчому Всеукраїнському Помісному Православному Соборі, який було скликано з благословення Вселенського Патріарха Варфоломія І для проголошення Помісної Автокефальної Православної Церкви України 15 грудня 2018 року в Соборі святої Софії в Києві.
15 грудня 2018 року Преосвященніший Віктор (Бедь), єпископ Мукачівський і Карпатський взяв участь в об'єднавчому Всеукраїнському Помісному Православному Соборі в храмі святої Софії в м. Києві та разом із усіма його учасниками проголосував за проголошення Помісної Автокефальної Православної Церкви України.

## Додаткова інформація
У 1993—2007 рр. перебував у шлюбі з Юліаною Петрівною Бедь (Гаврилко у дівотцтві). Має двох синів: Віктора (1993 р.н.) та Юліана (1995 р.н.).